# Schloss Schliestedt

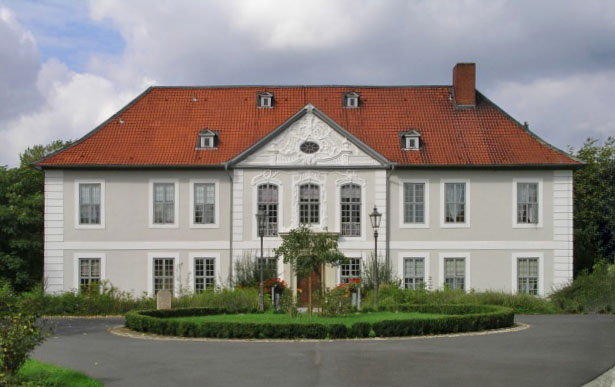
Schloss Schliestedt

Das Schloss Schliestedt ist ein Schloss in Schliestedt im Landkreis Wolfenbüttel in Niedersachsen. Es wurde von 1748 bis 1760 im Stil des Rokoko an der Stelle einer Burg derer von Schliestedt errichtet. Dem Schloss wird die bedeutendste Rokokoausbildung im Braunschweiger Land zugeschrieben.

## Vorgängeranlage

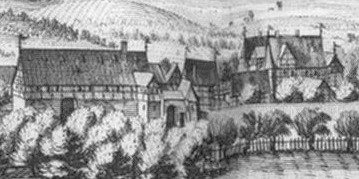
Merian-Kupferstich der Burg, links Nebengebäude und Torhaus, rechts die Burg, 1654

Vorgängeranlage des Schlosses war eine Burg, deren Errichtungszeitpunkt nicht bekannt ist. Auf ihr saß das 1613 erloschene Geschlecht derer von Schliestedt. Ein Kupferstich von Merian aus dem Jahr 1654 zeigt die Anlage, bestehend aus einem Hauptgebäude mit Fachwerkobergeschoss sowie einem Nebengebäude mit steinernen Torhaus. Laut seiner Beschreibung war die Burg zu dem Zeitpunkt bereits sehr alt, hatte eine quadratische Form und war von einem Wassergraben umgeben.

## Geschichte
Bereits 1449 verzichteten die Herren von Schliestedt (Gutsbesitzer etwa 1147–1562) auf die Burg zugunsten des Braunschweiger Herzogs. Die Burg war bis 1527 im Besitz von vier Adelsfamilien und wurde danach an einen Kanzler des Braunschweiger Herzogs verlehnt. Als herzogliches Lehen kam die Burg 1562 an die von der Streithorst. Es folgten die von Badendorff (1663–1733), Lowisen (Luise) von der Planitz, verwitwete von Badendorff (1734–1741), 1747 kaufte Heinrich Bernhard Schrader von Schliestedt mit Erlaubnis von Herzog Karl I. die Burganlage. Er riss sie ab und errichtete unweit der Burgstelle nach Plänen von Martin Peltier de Belfort das heute vorhandene zweigeschossige Rokokoschloss. Als Besitzer folgten die von Bülow (1777–1846), die von Schwicheldt und die von Adelebsen (1846–1929).
Nach verschiedenen Besitzerwechseln und unterschiedlichen Nutzungsarten ist Schloss Schliestedt seit 1950 ein Seniorenwohnheim.

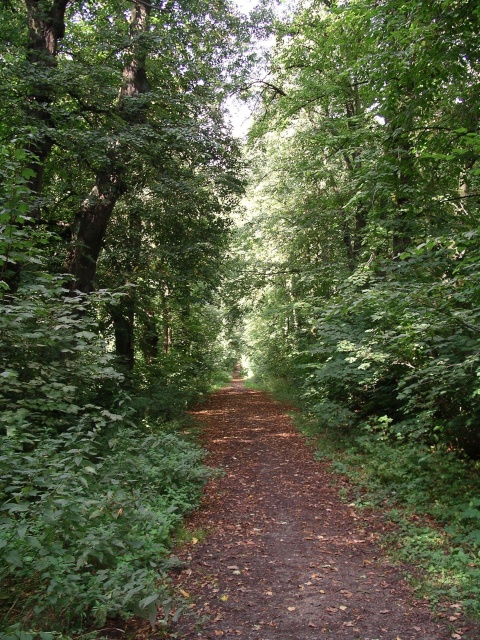
Schlosspark

Bei Baumaßnahmen im Jahr 1994 kam auf dem Gelände ein unterirdisches Tonnengewölbe aus Ziegel zutage. Es wurde vermutlich im 16. Jahrhundert angelegt und verband die Burg mit den Nebengebäuden.